# کارمن دل‌اره‌فیچه
کارمن دِل‌اُره‌فیچه (ایتالیایی: Carmen Dell'Orefice؛ ‏ ایتالیایی: [delloˈre:fitʃe]؛ ‏ زادهٔ ۳ ژوئن ۱۹۳۱) بازیگر و مدل ایتالیایی‌تبار اهل ایالات متحده آمریکا است.
عکس او در سن ۱۵ سالگی بر روی جلدِ مجلهٔ «وُگ» چاپ شد و تا تابستان ۲۰۲۱ میلادی، مسن‌ترین مانکنِ فعال در صنعت مُد و پوشاک بوده‌است.
از فیلم‌ها یا برنامه‌های تلویزیونی که وی در آن نقش داشته‌است، می‌توان به شکارچی آفتاب (۱۹۹۶)،ستاره مشهور (۱۹۹۸)، گورو (۲۰۰۲) و نظم و قانون: واحد قربانیان ویژه (۲۰۰۴) اشاره کرد.